# Don't Be Cruel
"Don't Be Cruel" é uma canção gravada originalmente por Elvis Presley em 1956. 
Lançada como single com "Hound Dog", tornou-se rapidamente número um nas paradas da Billboard e consequentemente o single mais vendido da história na década de 1950.
Sucesso emblemático de Presley, era considerada pelo próprio cantor como uma de suas músicas favoritas. 
Faz parte das canções gravadas ao vivo para o documentário Elvis: That's the Way It Is de 1970 e Elvis on Tour produzido em 1972.